# Alexandrine-Polka
Alexandrine-Polka ou Alexandrinen-Polka (Polka d'Alexandrine) est une polka de Johann Strauss II (op. 198). L'œuvre est créée à Pavlovsk, en Russie, entre mai et juillet 1857.

## Histoire
La polka est écrite lors du deuxième voyage de Johann Strauss en Russie en 1857 et est créée à Pavlosk. La date exacte de la première ne peut plus être déterminée. La première représentation a probablement lieu en juin 1857. L'œuvre est dédiée à la chanteuse Alexandrine Schröder, qui est certainement une amie de Strauss. Aucune information détaillée sur leur relation n'est connue. À Vienne, la polka a ses premières représentations le 18 novembre 1857 au restaurant Zum Zeisig et le 22 novembre au Volksgarten.

## Durée
Sa durée d'exécution est d'environ 5 minutes. Elle peut varier quelque peu selon l'interprétation musicale du chef d'orchestre .

## Interprétation notable
En 2009, la pièce est jouée lors du célèbre concert du nouvel an à Vienne, sous la direction de Daniel Barenboïm.